# Colmeia Dadant

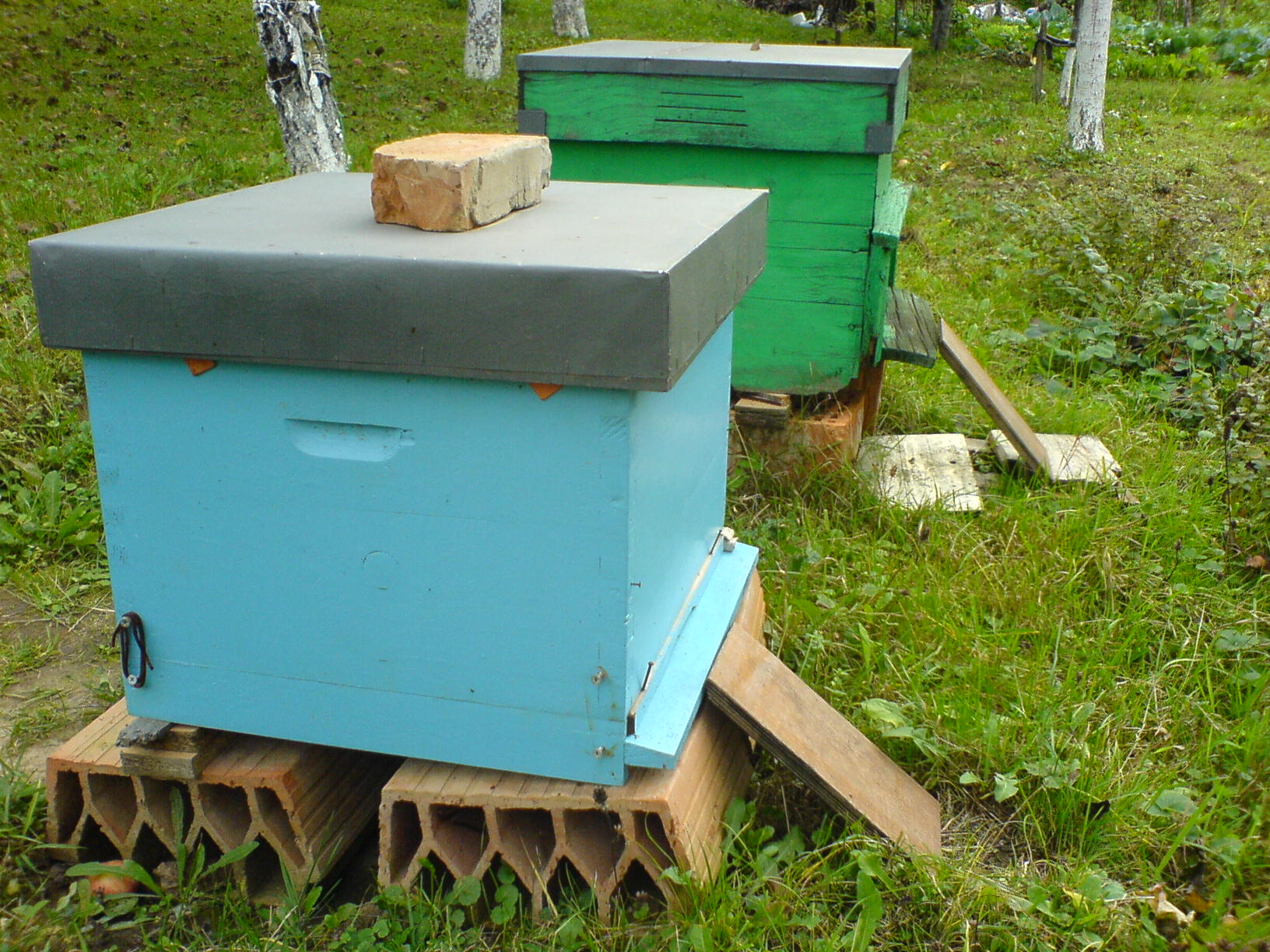
Colmeia Dadant-Blatt.

A colmeia Dadant, chamada de forma mais correta de colmeia Dadant modificada desenvolvida pelo apicultor franco-americano Charles Dadant (20 de maio de 1817 – 26 de julho de 1902), sendo uma colmeia padronizada de grande volume e de caixilhos com tamanhos diferentes em ninhos e melgueiras. Embora as colmeias com caixilhos iguais são mais populares, ela é comercializada em vários países, contudo seu uso não é significativo no Brasil.
O projeto desta colmeia é estritamente de parede simples, com um espaço de abelha maior. Os caixilhos de ninho de Dadant-Blatt possuem 448 mm por 286 mm e os caixilhos estão espaçado entre si por 38 mm. A colmeia Dadant Blatt modificado possui 11 caixilhos no ninho. Na Espanha se utiliza a colmeia Dadant denominada industrial possui 10 caixilhos de 420 mm X 270 mm para o ninho e para as melgueiras médias são de 420 mm X 130 mm para 9 e 10 caixilhos.